# کریس آرتور
کریس آرتور (انگلیسی: Chris Arthur؛ زادهٔ ۲۵ ژانویهٔ ۱۹۹۰) بازیکن فوتبال اهل بریتانیا است که در باشگاه فوتبال سیتینگبورو در پست هافبک یا مدافع چپ بازی می‌کرد.
از باشگاه‌هایی که در آن بازی کرده است می‌توان به باشگاه فوتبال کویینز پارک رنجرز، باشگاه فوتبال ای‌اف‌سی ویمبلدون، باشگاه فوتبال کترینگ تاون، باشگاه فوتبال نورث‌همپتون تاون، و باشگاه فوتبال هیز و یدینگ یونایتد اشاره کرد.